# Burkhard Kollmann
Burkhard Franz Kollmann (* 14. September 1960 in Münster) ist ein deutscher Offizier, Brigadegeneral der Luftwaffe der Bundeswehr und seit April 2020 Chef des Stabes des Einsatzführungskommandos der Bundeswehr in Schwielowsee bei Potsdam.

## Militärische Laufbahn

### Ausbildung und erste Verwendungen
Kollmann trat 1980 in die Bundeswehr ein, er absolvierte im Anschluss von 1980 bis 1981 die Ausbildung zum Offizier an der Offizierschule der Luftwaffe in Fürstenfeldbruck. Es folgte von 1981 bis 1985 ein Studium der Elektrotechnik an der Universität der Bundeswehr München. Nach Abschluss seines Studiums absolvierte Kollmann von 1985 bis 1987 die fliegerische Ausbildung auf der Mather Air Force Base (bei Sacramento, Kalifornien) in den Vereinigten Staaten und am Tri-National Tornado Training Establishment auf der RAF Cottesmore in Großbritannien. Es folgten von 1987 bis 1993 Verwendungen als Waffensystemoffizier bei der 2. Fliegenden Staffel des Jagdbombergeschwader 31 „Boelcke“ in Nörvenich und von 1993 bis 1995 als Staffelkapitän derselben Staffel. Von 1995 bis 1997 absolvierte Kollmann den 41. Generalstabsdienstlehrgang der Luftwaffe an der Führungsakademie der Bundeswehr in Hamburg.

### Dienst als Stabsoffizier
Die erste Verwendung als Generalstabsoffizier führte Kollmann von 1997 bis 1999 als Dezernatsleiter zur Abteilung 3 der 3. Luftwaffendivision nach Berlin-Gatow. Es schloss sich von 1999 bis 2001 eine Verwendung als Referent der Strategic Policy Section beim SHAPE in Mons (Belgien) an. Von 2001 bis 2003 war Kollmann Referent für Internationale Zusammenarbeit Luftwaffe im Führungsstab der Luftwaffe im Bundesministerium der Verteidigung in Bonn. Es folgte 2003 bis 2006 eine weitere ministerielle Verwendung als Referent für Rüstungsangelegenheiten Luftwaffe im Büro des Staatssekretärs Peter Eickenboom im Bundesministerium der Verteidigung in Berlin. Von 2006 bis 2009 führte Kollmann als Kommodore das Jagdbombergeschwader 32 in Lagerlechfeld. Nach seiner Kommandeursverwendung wurde er von 2009 bis 2011 Executive Officer des Kommandeurs Allied Air Command in Ramstein. 2011 wurde Kollmann Abteilungsleiter 5 im Luftwaffenführungskommando in Köln-Wahn. Von 2013 bis 2014 war er Referatsleiter Strategische Grundlagen und Politische Analysen in der Abteilung Politik im Bundesministerium der Verteidigung in Berlin, und im Anschluss von 2014 bis 2017 Büroleiter derselben Abteilung.

### Dienst als General
Zum 1. April 2017 wurde Kollmann, unter Beförderung zum Brigadegeneral, Director JFAC HQ DEU im Zentrum Luftoperationen in Kalkar und Deputy Commander Combined Air Operations Centre in Uedem. Am 9. November 2018 rotierte dieser Dienstposten turnusmäßig und ist seitdem von einem polnischen Brigadegeneral besetzt. Kollmann war seitdem Leiter des Bereichs Multinationale Führung im Zentrum Luftoperationen in Kalkar und Combined Air Operations Centre in Uedem, bevor er im April 2020 als Chef des Stabes in Einsatzführungskommando wechselte.

### Auslandseinsätze
- 2008 ISAF Kommodore Einsatzgeschwader Mazar-e Sharif, Afghanistan[5]

### Auszeichnungen
- Ehrenkreuz der Bundeswehr in Gold
- Einsatzmedaille der Bundeswehr ISAF
- NATO-Medaille ISAF
- Meritorious Service Medal